# مؤسسه جغرافیایی و کارتوگرافی گیتاشناسی
مؤسسه جغرافیایی و کارتوگرافی گیتاشناسی یک مؤسسه آموزشی خصوصی ایرانی است که در زمینه جمع‌آوری، ذخیره‌سازی و تولید محتوای جغرافیایی و نقشه‌برداری فعالیت می‌کند. مؤسسه گیتاشناسی در کنار مؤسسه جغرافیایی و کارتوگرافی سحاب معتبرترین مؤسسه نقشه‌برداری خصوصی در کشور محسوب می‌شود و چندین جایزه جغرافیایی ملی و بین‌المللی را از آن خود کرده‌است.
دفتر مرکزی گیتاشناسی در خیابان کریم خان زند در تهران واقع شده‌است و مدیر مؤسسه سعید بختیاری است.

## پیشینه
مؤسسه گیتاشناسی در سال ۱۳۵۱ به دست سعید بختیاری بنیان‌گذاری شد و دو سال بعد همزمان با بازی‌های آسیایی ۱۹۷۴ تهران نخستین نقشه خود را از شهر تهران منتشر نمود . این مؤسسه در سال ۱۳۵۷ نخستین دوره اطلس کامل گیتاشناسی را به انتشار رساند.این اطلس در حال حاضر با نام "اطلس جهان امروز" به روز رسانی شده و هر ساله به چاپ می رسد. همچنین موسسه گیتاشناسی از پیشگامان نشر تخصصی کتابهای نجموی به شمار می آید تا آنجایی که کتاب "نجوم به زبان ساده"  از این مؤسسه به عنوان معتبر ترین مرجع تخصصی نجوم آماتوری در ایران شناخته می شود. 
این مؤسسه در اوایل سال ۲۰۱۰ بیش از ۱۶۰۰ نشریه به زبان‌های فارسی و انگلیسی منتشر کرده بود. محصولات آن شامل نقشه‌ها، اطلس‌ها، کره زمین و کتاب‌های جغرافیایی با موضوع ایران، استان‌ها و شهرها (به ویژه تهران، اصفهان و شیراز)، و همچنین سایر مناطق جهان است.
انتشارات گیتاشناسی در سال ۲۰۱۷ بعد از به روز رسانی زیرساخت های علمی و فنی خود به گیتاشناسی نوین تغییر نام داد و تا سال ۲۰۲۳  بیش از ۹۰ عنوان کتاب و نقشه با نام گیتاشناسی نوین به چاپ رسیده است.